# Alexis Weisheim
Héctor Alexis Weisheim (Piedras Blancas, Provincia de Entre Ríos, Argentina; 15 de enero de 1981) es un exfutbolista argentino. Jugaba como delantero y su primer equipo fue Unión de Santa Fe. Su último club antes de retirarse fue Deportivo Tuyango.

## Trayectoria
A los 12 años le diagnosticaron Diabetes mellitus, sin embargo continuó con su carrera futbolística normalmente. Empezó su carrera en Unión de Santa Fe, llegó proveniente de Deportivo Tuyango de Piedras Blancas, equipo con el cual jugó en la Categoría Sub-15, consagrándose goleador del Torneo de Paraná Campaña en esta categoría, luego decidió probar suerte en Unión de Santa Fe, rápidamente paso por las inferiores hasta llegar al primer equipo, allí jugó desde el año 2000 al 2004, aunque el conjunto tatengue finalmente descendió a la Primera B Nacional, el demostró un muy buen nivel de juego, siendo fichado por Hapoel Nazareth Illit de Israel. Tras su gran actuación, en 2004 pasó a Hapoel Kfar Saba, uno de los clubes más populares de Israel, jugando en la Ligat ha'Al, Primera División de Israel. Para lograr tener mayor continuidad en 2006 pasó a préstamo por una temporada a Hapoel Haifa FC, club cercano a la guerra desarrollada en Israel. A principios del año 2007 pasó a Maccabi Ironi Tirat HaCarmel, club de la Tercera División de Israel. A mediados del mismo año arribó al Hapoel Acre F.C., club de la Segunda División de Israel en el que tuvo muy poca participación. En 2008 fue transferido a Hapoel Asi Golboa. Desde 2008 hasta 2009 jugó en Maccabi Kafr Kanna, perteneciente a la Tercera División de Israel. A mediados de 2009, arribó a Ironi Said Umm al-Fahm, culminando la temporada en S.C. Karmiel-Safed. En 2010 jugó en Maccabi Ironi Kiryat Ata y en 2011 en Maccabi Ironi Jatt. Su último club israelí fue Givat Olga en 2012. A mediados del año 2012, regresó al fútbol argentino para jugar en Defensa y Justicia afrontando la temporada 2012/13 de la Primera B Nacional. A mediados de 2013, arribó a Belgrano de Paraná. A principios del año 2015, llegó a Sanjustino San Justo de la Provincia de Santa Fe, para desempeñarse en el Torneo Federal B, Cuarta División de Argentina. En 2016, tras su larga carrera futbolística regresó a su ciudad natal, Piedras Blancas, para desempeñarse en Deportivo Tuyango, su club de origen. 

## Clubes
| Club                         | País      | Año       |
| ---------------------------- | --------- | --------- |
| Unión de Santa Fe            | Argentina | 2000-2004 |
| Hapoel Nazareth Illit        | Israel    | 2004      |
| Hapoel Kfar Saba             | Israel    | 2004-2006 |
| Hapoel Haifa                 | Israel    | 2006-2007 |
| Maccabi Ironi Tirat HaCarmel | Israel    | 2007      |
| Hapoel Acre                  | Israel    | 2007-2008 |
| Hapoel Asi Golboa            | Israel    | 2008      |
| Maccabi Kafr Kanna           | Israel    | 2008-2009 |
| Ironi Said Umm al-Fahm       | Israel    | 2009      |
| S.C. Karmiel-Safed           | Israel    | 2009-2010 |
| Maccabi Ironi Kiryat Ata     | Israel    | 2010-2011 |
| Maccabi Ironi Jatt           | Israel    | 2011      |
| Givat Olga                   | Israel    | 2012      |
| Defensa y Justicia           | Argentina | 2012-2013 |
| Belgrano de Paraná           | Argentina | 2013-2014 |
| Sanjustino                   | Argentina | 2015-2016 |
| Deportivo Tuyango            | Argentina | 2016      |